# Eumenides Dorsum
Der Eumenides Dorsum (griech. Rücken der Furien) ist ein vermutlich durch vulkanische Aktivitäten entstandener und in Nord-Süd-Richtung verlaufender Bergrücken im von vulkanischer Asche bedeckten Medusae-Fossae-Gebiet des Planeten Mars. Das Gebiet liegt im Westen der durch Vulkanismus geprägten Tharsis-Region.
Eumenides Dorsum zeichnet sich durch kilometerlange lineare Strukturen aus, die von Kanälen unterbrochen sind, so genannte Yardangs (Windhöcker bzw. Sandwälle). Sie sind das Ergebnis von Winderosion. Im Süden weist Eumenides Dorsum gekrümmte Grate auf, deren Ursprung noch ungeklärt ist.
Das Gebiet hat in etwa die fünffache Fläche des Saarlands und erstreckt sich über eine Länge von 569,26 Kilometern im Bereich 9,58°-0,01° nördlicher Breite und 155,06° südlicher Breite sowie zwischen 155,06° und 158,46° westlicher Länge.
Die Internationale Astronomische Union (IAU) benannte Eumenides Dorsum im Jahr 1976 nach den Rachegöttinen der griechischen Mythologie, den Eumeniden.
Am 26. Dezember 2007 kartografierte die High Resolution Stereo Camera (HRSC) der Raumsonde Mars Express (MEX) das Gebiet mit einer Auflösung von 13 Meter pro Pixel aus einer Höhe von etwa 260 Kilometern (Orbit 5114).